# Quai Marcel-Boyer
Le quai Marcel-Boyer est un quai de la Seine se trouvant à Ivry-sur-Seine, dans le Val-de-Marne.

## Situation et accès
Le quai Marcel-Boyer suit le tracé de la D 19.
Commençant à la limite de Paris, il se termine au carrefour de la rue Victor-Hugo, du quai Jean-Compagnon et du boulevard Paul-Vaillant-Couturier, anciennement rue Nationale, puis boulevard National.

## Origine du nom

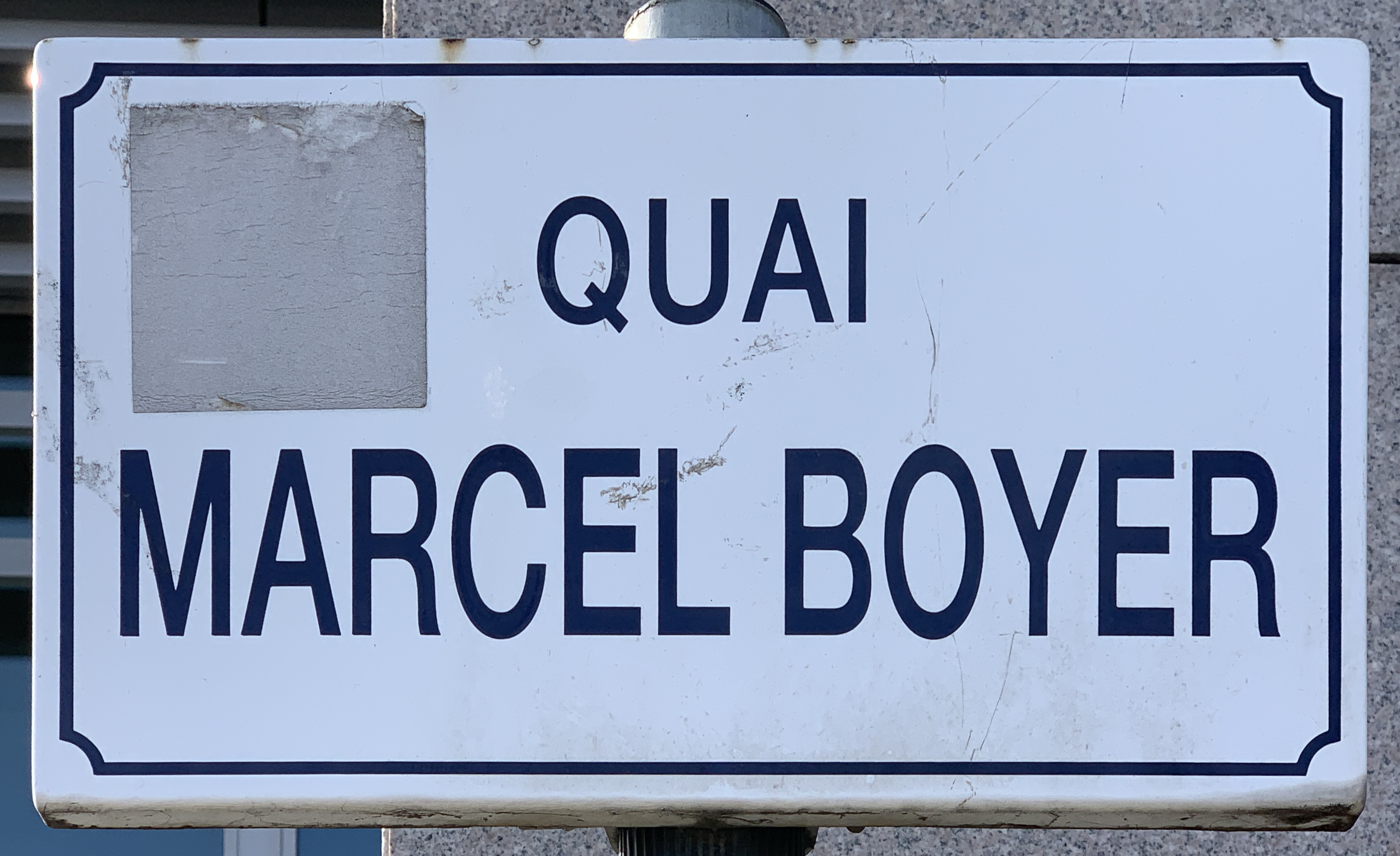
Plaque du quai Marcel-Boyer.

Il a été renommé en hommage à Marcel Boyer, dirigeant communiste mort en déportation en 1942.
Né en 1904 rue Parmentier à Ivry-sur-Seine, il est lieutenant dans les Brigades internationales. Arrêté le 6 août 1940, il est condamné à quatre mois de prison et incarcéré aux maisons d’arrêt de la Santé, de Clairvaux et de Gaillon. Interné au camp de Compiègne, il est déporté le 6 juillet 1942 à Auschwitz où il meurt le 14 août 1942.

## Historique

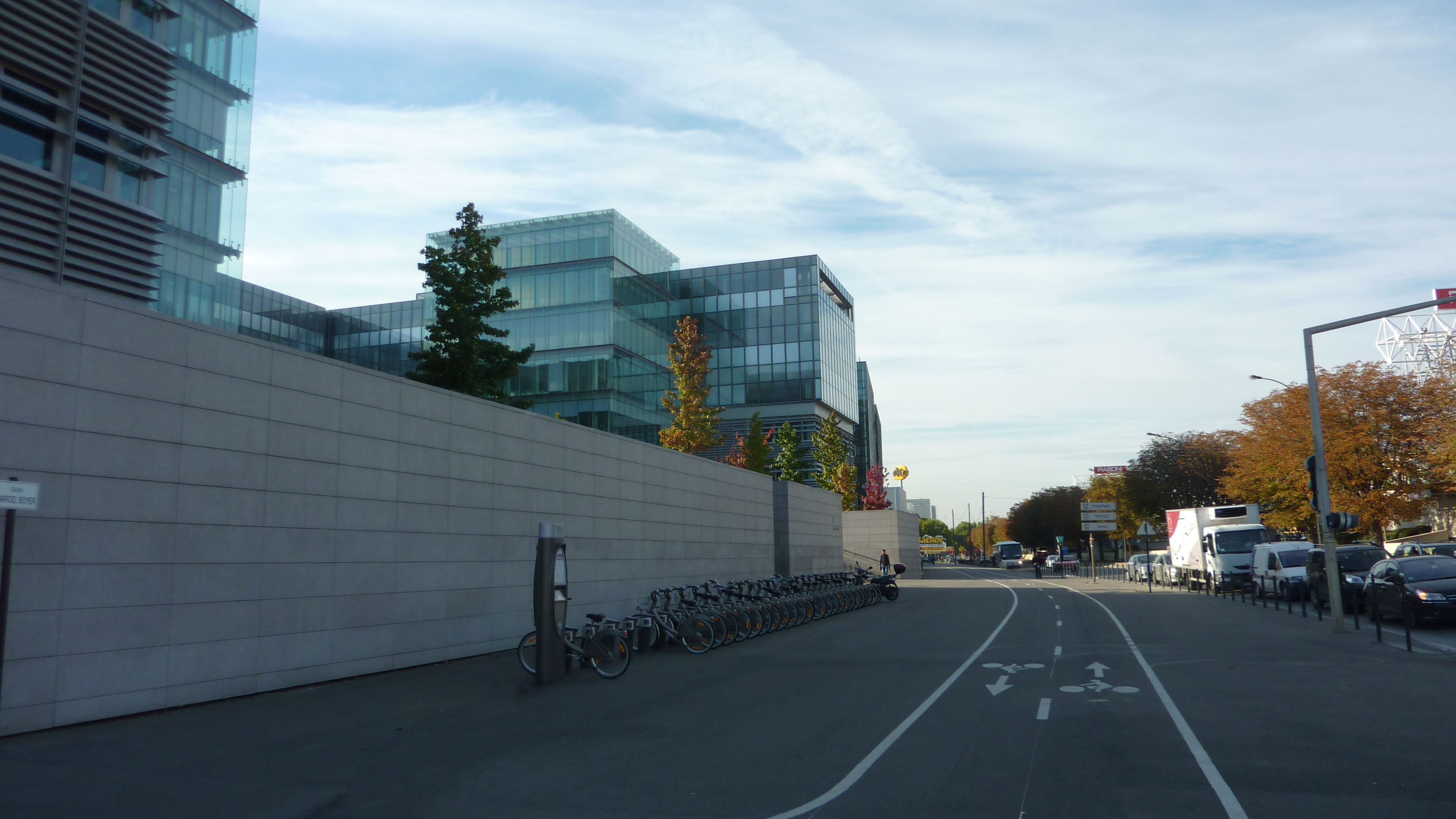
Prolongation au sud du quartier Paris Rive Gauche.

Lors des bombardements de Paris et de sa banlieue durant la Première Guerre mondiale, le 30 octobre 1918, un raid d'avions cible les nos 62 et 69.
Ce quai appelé autrefois « quai d'Ivry », a pris sa dénomination actuelle après la Libération. Le nom de « quai d'Ivry » a été maintenue tout le long de la Seine jusqu'au pont d'Ivry. 
Longtemps relégué au rôle de zone industrielle, ce quai est depuis peu, en pleine rénovation. De nombreux bâtiments, dont des entreprises, y voient le jour.
Il constitue la prolongation au sud du quartier Paris Rive Gauche, ou quartier de la Bibliothèque François-Mitterrand, opération d'aménagement de Paris.

## Bâtiments remarquables et lieux de mémoire
- Le quai Marcel-Boyer est le sujet d'un cliché de la série photographique 6 mètres avant Paris[9].
- Siège de la société E.Leclerc[10], dans l'ensemble architectural Le Partitio[11] réalisé par Jean-Michel Wilmotte[12]. Situé en bord de Seine, ce projet est organisé autour d’un parvis public et de deux cours intérieures, le tout délimité par la rue Victor-Hugo au sud et la rue François-Mitterrand à l'ouest[13].
- Siège social de la Fnac.
- Port d'Ivry-sur-Seine[14], inauguré en 1899, plus ancien des ports gérés par l'établissement public Ports de Paris, et qui s'étend jusqu'au quai Auguste-Deshaies[15].